# 広島市立五日市南小学校
広島市立五日市南小学校（ひろしましりついつかいちみなみしょうがっこう）は、広島県広島市佐伯区海老園三丁目にある公立小学校。

## 沿革
- 1967年（昭和42年）4月1日 - 五日市町立五日市小学校より分離され、五日市町立五日市南小学校設立。
- 1982年（昭和57年）5月 - 児童数が日本一の小学校となる（2,102名の在校児童）。
- 1985年（昭和60年）3月20日 - 広島市との合併により、広島市立五日市南小学校と改称。
- 1989年（平成元年）3月31日 - 広島市立楽々園小学校を分離。

## 校区
- 広島市立五日市南中学校の校区[1]
  - 藤垂園、吉見園、旭園、海老山町、海老園一丁目〜海老園四丁目、海老山南一丁目、海老山南二丁目、五日市港二丁目、五日市港三丁目

## アクセス
- JR山陽本線 五日市駅下車
- 広島電鉄宮島線広電五日市駅下車
- 広島電鉄宮島線楽々園駅下車

## 著名な出身者
- 湯崎英彦（政治家、広島県知事）
- 佐村河内守（作曲家）
- モーリー・ロバートソン（タレント）